# Харман махала
Харман махала е най-малката смесена етническа махала в Пловдив. Намира се до Каршияка, до надлеза на Карловско шосе.

## Транспорт
Транспорт до махалата е възможен с автобуси с номера 12, 21 и 99, а недалеч от махалата, може да се хванат и автобуси 1, 9, 15 и 25, както и маршрутка 5.

## Икономика
В близост има супермаркети на „Кауфланд“, „Лидл“ и „Билла“.